# Hieronim Chodkiewicz (1500–1561)
Hieronim Chodkiewicz herbu własnego (ur. w 1500, zm. w 1561) – kasztelan wileński, starosta generalny żmudzki od 1545.
Był synem Aleksandra Chodkiewicza i założycielem tzw. bychowskiej linii rodu Chodkiewiczów (wygasła w 1626 roku). W małżeństwie z Hanną Szemetówną, tak jak on sam konwertytką na kalwinizm, był ojcem kilku córek oraz jednego syna Jana Hieronimowicza Chodkiewicza i dziadem hetmana Jana Karola Chodkiewicza.
W 1542 został podczaszym wielkim litewskim, w 1544 kasztelanem trockim, a ok. 1555 kasztelanem wileńskim. 
Był posłem do papieża Pawła IV i cesarza Ferdynanda, który nadał Chodkiewiczom tytuł hrabiów Św. Cesarstwa Rzymskiego. Hieronim Chodkiewicz był znakomitym mówcą (ponoć tytuł hrabiowski otrzymał od cesarza w uznaniu jego talentów oratorskich). Znał kilka języków, w tym także polski, jednak w życiu codziennym i domowym przez przeważającą część życia używał języka ruskiego. Był bowiem prawosławnym Rusinem. Około roku 1555 pod wpływem docierającej do krajów jagiellońskich reformacji przeszedł na kalwinizm. Miało to duże znaczenie dla rodu, ponieważ włączyło go w obręb cywilizacji zachodniej i spowodowało kulturową polonizację linii bychowskiej rodu Chodkiewiczów. Zmarł w listopadzie lub grudniu 1561.  

## Literatura dodatkowa
- Józef Jasnowski: Chodkiewicz Hieronim. W: Polski Słownik Biograficzny. T. 3: Brożek Jan – Chwalczewski Franciszek. Kraków: Polska Akademia Umiejętności – Skład Główny w Księgarniach Gebethnera i Wolffa, 1937, s. 359–360. Reprint: Zakład Narodowy im. Ossolińskich, Kraków 1989, ISBN 83-04-03291-0